# Sumangala Kumari
Prinses Sumangala Kumari was de oudste dochter van koning Sulinya Vongsa. Zij trouwde als eerste in Hué (Vietnam) met haar oom prins Som Phou en had één zoon met hem namelijk:
- Prins (Sadu Chao Jaya) Jaya Ung Lo of Sai Ong Hue (Sai Setthathirat II), de laatste koning van het koninkrijk Lan Xang en tevens de eerste koning van het koninkrijk Vientiane na de afsplitsing van het koninkrijk Vientiane.

Na zijn dood in 1688 trouwde zij opnieuw in 1689 met Phaya Senadivya (Saentip) (werd vermoord in 1690). Ze had nog twee zoons met hem namelijk:
- Prins (Chao) Unga Nungaya (Ong Nong)
- Prins (Chao) Nakasatra Sungaya (Nokasat Song), hij werd in 1713 koning Soi Sisamut, de eerste koning van het koninkrijk Champassak.